# Ndut (peuple)
Pour les articles homonymes, voir Ndut.
Les Ndut sont une population sérère du centre-ouest du Sénégal.

## Langues
Leur langue, le ndut, est une langue cangin, dont le nombre de locuteurs était estimé à 38 600 en 2007 et dont la plupart parlent aussi le wolof, quelques-uns utilisant cependant le léhar, le saafi ou le français.

## Répartition
On trouve des Sérères Ndut dans la région de Thiès, notamment dans trois communes (Mont-Rolland, Notto Gouye Diama et Pout). La plus importante communauté se trouve à Mont-Rolland.[réf. nécessaire]